# ルカ・ラチッチ
ルカ・ラチッチ（Luka Racic , 1999年5月8日 - ）は、デンマーク・シェラン地域グレーベ出身のサッカー選手。デンマーク・ファーストディビジョン・HBキューゲ所属。ポジションはDF。

## クラブ経歴
2014年にFCコペンハーゲンのユースアカデミーに入所。2016年にプロ契約を締結。同チームの出場機会はなかったものの、2018年7月にブレントフォードFCがラチッチの将来性を買い、2年契約を締結。契約後Bチームに配属され、翌2019年にトップチームに昇格。4月19日のEFLチャンピオンシップ (2部リーグ)のミルウォールFC戦でトップチームデビュー。10月21日には2023年までの契約延長に合意。2020年3月1日のカーディフ・シティFC戦で、プロ初ゴールを決めた。
2020年8月21日、ノーサンプトン・タウンFCへの1年間のローン移籍が発表。移籍先で6試合に出場し、2021年1月3日にブレントフォードへの復帰が発表された。
2022年1月31日、母国デンマークのHBキューゲへローン移籍。

## 代表経歴
2014年からユース世代のデンマーク代表に随時招集。2016年にはU-17代表でUEFA U-17欧州選手権に出場した。

## 人物
- ラチッチの一家はモンテネグロにルーツを持ち、同国の国籍も所有している。